# Liste der Monuments historiques in Sainte-Florence (Gironde)
Die Liste der Monuments historiques in Sainte-Florence (Gironde) führt die Monuments historiques in der französischen Gemeinde Sainte-Florence auf.

## Liste der Bauwerke
| Bezeichnung         | Beschreibung              | Standort | Kennzeichnung | Schutzstatus | Datum | Bild |
| ------------------- | ------------------------- | -------- | ------------- | ------------ | ----- | ---- |
| Kirche Ste-Florence | Erbaut im 12. Jahrhundert | (Lage)   | PA00083817    | Inscrit      | 2002  |      |

## Liste der Objekte
| Bezeichnung | Beschreibung          | Standort                          | Kennzeichnung | Schutzstatus | Datum | Bild |
| ----------- | --------------------- | --------------------------------- | ------------- | ------------ | ----- | ---- |
| Glocke      | Bronze, 1689 gegossen | in der Kirche Ste-Florence (Lage) | PM33000694    | Classé       | 1942  |      |